# Vulpes chama
El zorro del Cabo (Vulpes chama) es un pequeño mamífero carnívoro de la familia de los cánidos.
Tiene un pelaje negro o gris plateado, con los flancos y la zona inferior de color amarillo claro. La punta de su cola es siempre negra.
Esta especie tiende a medir entre 45 y 61 cm de largo, sin incluir la cola, que mide entre 30 y 40 cm; y de 28 a 33 cm de alto hasta la cruz. Suele pesar entre 3,6 y 5 kg.

## Hábitat
Habita principalmente en países llanos y extensos, desde las vastas praderas con matorrales dispersos hasta el matorral semidesértico, y también en el fynbos. Está presente en Zimbabue, Botsuana y Sudáfrica, existiendo en la mayor parte del oeste y en la Provincia Septentrional del Cabo, en la Provincia Oriental del Cabo (excluyendo la parte del sureste), en la Provincia del Estado Libre, el oeste y el noreste de KwaZulu-Natal y en la Provincia del Noreste. También se deja ver en Lesoto, una región montañosa.

## Comportamiento
El zorro del Cabo es un animal de hábitos nocturnos: es especialmente activo antes del amanecer o después de oscurecer; puede ser encontrado temprano por la mañana y bien entrada la tarde. Durante el día suele permanecer en madrigueras, agujeros o matorrales espesos. Es un activo excavador que cava su propia madriguera, aunque generalmente modifica madrigueras abandonadas de otras especies (como liebres del Cabo) a su gusto. Los zorros del Cabo son animales solitarios, y aunque forman parejas, machos y hembras a menudo son encontrados solos, como si tendieran a vivir por separado, viéndoseles juntos rara vez. No son territoriales, aunque marcan su territorio con un olor acre. Aunque es normalmente un animal silencioso, el zorro del Cabo es conocido por comunicarse con débiles llamadas; sin embargo, emite un fuerte ladrido si hay peligro. Cuando se le provoca, el zorro del Cabo es conocido por gruñir y escupir a su atacante. Cuando se muestra excitado, levanta la cola.

## Dieta
El zorro del Cabo es un animal omnívoro. Aunque prefiere invertebrados y pequeños mamíferos, es un oportunista y ha cazado y comido reptiles, conejos, arañas, pájaros y liebres jóvenes. También come huevos, larvas de escarabajo y carroña, así como la mayoría de los insectos y frutas. También es capaz de matar corderos recién nacidos, aunque esto es muy raro y tiene un impacto mínimo.

## Reproducción
Al igual que la mayoría de los cánidos, los zorros de El Cabo se emparejan de por vida. Son capaces de criar durante todo el año, a diferencia del zorro rojo, aunque lo suelen hacer entre octubre y enero. La hembra del zorro de El Cabo tiene un período de gestación de entre 51 y 53 días, y pare entre 1 y 6 zorreznos. Son criados en madrigueras subterráneas. Los zorreznos permanecen en las madrigueras hasta los 4 meses de edad. Son detestados a los 6 u 8 meses de edad, y son usualmente dependientes hasta que tienen 5 meses, cuando se dispersan, frecuentemente en los meses de junio o julio. Al nacer, pesan de 50 a 100 gramos, y ambos padres cuidarán de la cría. Un grupo familiar normalmente solo constará de los padres y sus descendientes, pero diferentes grupos familiares a veces se mezclan mientras dan de comer. Son posibles las camadas múltiples, y han sido observadas; la hembra suele expulsar a los zorreznos de la camada, cuando está esperando otra camada. Terminan de crecer cuando tienen un año. Tanto el macho como la hembra alcanzan la madurez sexual a los 9 meses. El zorro de El Cabo vive un promedio de 6 años, pero puede llegar a los 10.

## Conservación
El zorro de El Cabo se cree que ayuda a regular la población de pequeños mamíferos. Sus depredadores incluyen aves rapaces, como búhos o águilas, pero también linces, leopardos, hienas, y leones. Frecuentemente, sucumben a enfermedades como la rabia y el moquillo, y además últimamente se han convertido en las víctimas de las trampas de animales problemáticos. Muchos zorros del Cabo resultan muertos en las carreteras, atropellados por vehículos. También muchos son cazados y perseguidos al ser considerados alimañas, aunque afortunadamente los granjeros modernos están mejor informados que los de antes a este respecto. Algunos son confundidos con los chacales y son acusados de atacar al ganado. Aproximadamente 2.500 son matados anualmente, lo que supone en torno al 16% de su población. A pesar de todo, no se considera una especie amenazada.